# Paul Persius

Paul Persius

Friedrich Ludwig Paul Persius (* 1. September 1832 in Potsdam; † 19. September 1902 in Berlin) war ein deutscher Jurist, preußischer Beamter, Abgeordneter und erster Präsident des Preußischen Oberverwaltungsgerichts.

## Leben
Persius war ein Sohn des Architekten Ludwig Persius und der Charlotte Thusnelde Pauline Sello. Er studierte Rechtswissenschaften und absolvierte anschließend den üblichen Ausbildungsgang für den preußischen Staatsdienst. Im Jahr 1858 wurde er zum Regierungsassessor ernannt. Ein Jahr später wurde er Landrat des Kreises Ostprignitz. Zwischen 1866 und 1876 war Persius Mitglied des Preußischen Abgeordnetenhauses und 1867 auch des Reichstages des Norddeutschen Bundes für die konservative Partei. Er vertrat den Wahlkreis Potsdam 2 (Ost-Prignitz).
Persius war Regierungskommissar bei den Beratungen der neuen preußischen Kreisordnung. Im Jahr 1867 wurde er wissenschaftlicher Hilfsarbeiter im preußischen Innenministerium im Range eines vortragenden Rates. Ein Jahr später wurde er zum Regierungsrat, 1869 zum geheimen Regierungsrat und 1873 zum geheimen Oberregierungsrat ernannt. Zwischen 1875 und 1902 amtierte Persius als erster Präsident des preußischen Oberverwaltungsgerichtes.
Ab 1884 war Persius Mitglied im preußischen Staatsrat und ab 1891 saß er auch im preußischen Herrenhaus. Im Jahr 1886 wurde er zum Wirklichen Geheimen Rat ernannt. Am 1. Dezember 1900 erhielt er die Ehrendoktorwürde der Juristischen Fakultät der Universität Heidelberg.

Anna Persius
geb. Zander

Paul Persius heiratete am 22. Juli 1859 in Potsdam Anna Zander (* 16. August 1834 in Königsberg, Ostpreußen; † 13. Dezember 1916 in Garmisch-Partenkirchen), mit der er fünf Kinder hatte: Kurt (* 10. August 1860 in Kyritz; † 12. Januar 1889 in Berlin), Egon (* 28. Oktober 1862 in Kyritz; † 20. November 1868 in Berlin), Lothar (* 19. April 1864 in Kyritz; † 31. August 1944 in Ascona), Helene (* 16. Januar 1875 in Berlin; † 30. August 1959 in Berlin) und Elisabeth (* 2. Februar 1870 in Berlin; † 20. Februar 1963 in Bad Godesberg).
In einem Nachruf wird betont, dass, „was Präsident Persius in einem langen arbeitsreichen Leben gewirkt hat, ihm in der Geschichte der preußischen Verwaltung und ihrer Rechtsprechung für immer einen hervorragenden, ehrenvollen, Platz sichern wird.“